# Rhipidia (Eurhipidia) aoroneura
Rhipidia (Eurhipidia) aoroneura is een tweevleugelige uit de familie steltmuggen (Limoniidae). De soort komt voor in het Afrotropisch gebied.